# حمالات الورق
حمالات الورق (الاسم العلمي: Phyllophoraceae)، فصيلة طحالب حمراء من رتبة طحلبيات بذور العنب.

## الأجناس
يتضمن السجل الدولي للأنواع البحرية الأجناس التالية في فصيلة حمالات الورق:
- Ahnfeltiopsis باول سيلفا & DeCew, 1992
- Archestenogramma C.W.Schneider, Chengsupanimit & G.W.Saunders, 2011
- Besa Setchell, 1912
- Ceratocolax Rosenvinge, 1898
- Coccotylus Kützing, 1843
- Erythrodermis Batters, 1900
- Fredericqia Maggs, Le Gall, Mineur, Provan & G.W.Saunders, 2013
- Gymnogongrus Martius, 1833
- Lukinia Perestenko, 1996
- Mastocarpus Kützing, 1843
- Ozophora J.Agardh, 1892
- Petroglossum Hollenberg, 1943
- حمال الورق Greville, 1830
- Schottera Guiry & Hollenberg, 1975
- Stenogramma Harvey, 1840